# 크리스토퍼 랜던
크리스토퍼 랜던(Christopher Landon, 1975년 2월 27일 ~ )은 미국의 영화 감독, 영화 프로듀서, 영화 각본가이다.

## 작품 목록

### 연출
- 버닝 팜스 (2010)
- 파라노말 액티비티: 더 마크드 원스 (2014)
- 좀비 서바이벌 가이드 (2015)
- 해피 데스데이 (2017)
- 해피 데스데이 2 유 (2019)
- 프리키 데스데이 (2020)
- 우리 집에 유령이 산다 (2023)
- 드롭 (2025)

### 각본
- 또다른 천국 (1998)
- 블러드 앤 초콜렛 (2007)
- 디스터비아 (2007)
- 파라노말 액티비티 2 (2010)
- 파라노말 액티비티 3 (2011)
- 파라노말 액티비티 4 (2012)
- 바이럴 (2016)